# Melanagromyza sauteri
Melanagromyza sauteri är en tvåvingeart som först beskrevs av Malloch 1914.  Melanagromyza sauteri ingår i släktet Melanagromyza och familjen minerarflugor.
Artens utbredningsområde är Taiwan. Inga underarter finns listade i Catalogue of Life.